# Granlavmätare
Granlavmätare, Peribatodes secundaria, är en fjärilsart som beskrevs av Michael Denis och Ignaz Schiffermüller 1775. Granlavmätare ingår i släktet Peribatodes och familjen mätare, Geometridae. Arten är reproducerande i Sverige. Inga underarter finns listade i Catalogue of Life.

## Bildgalleri

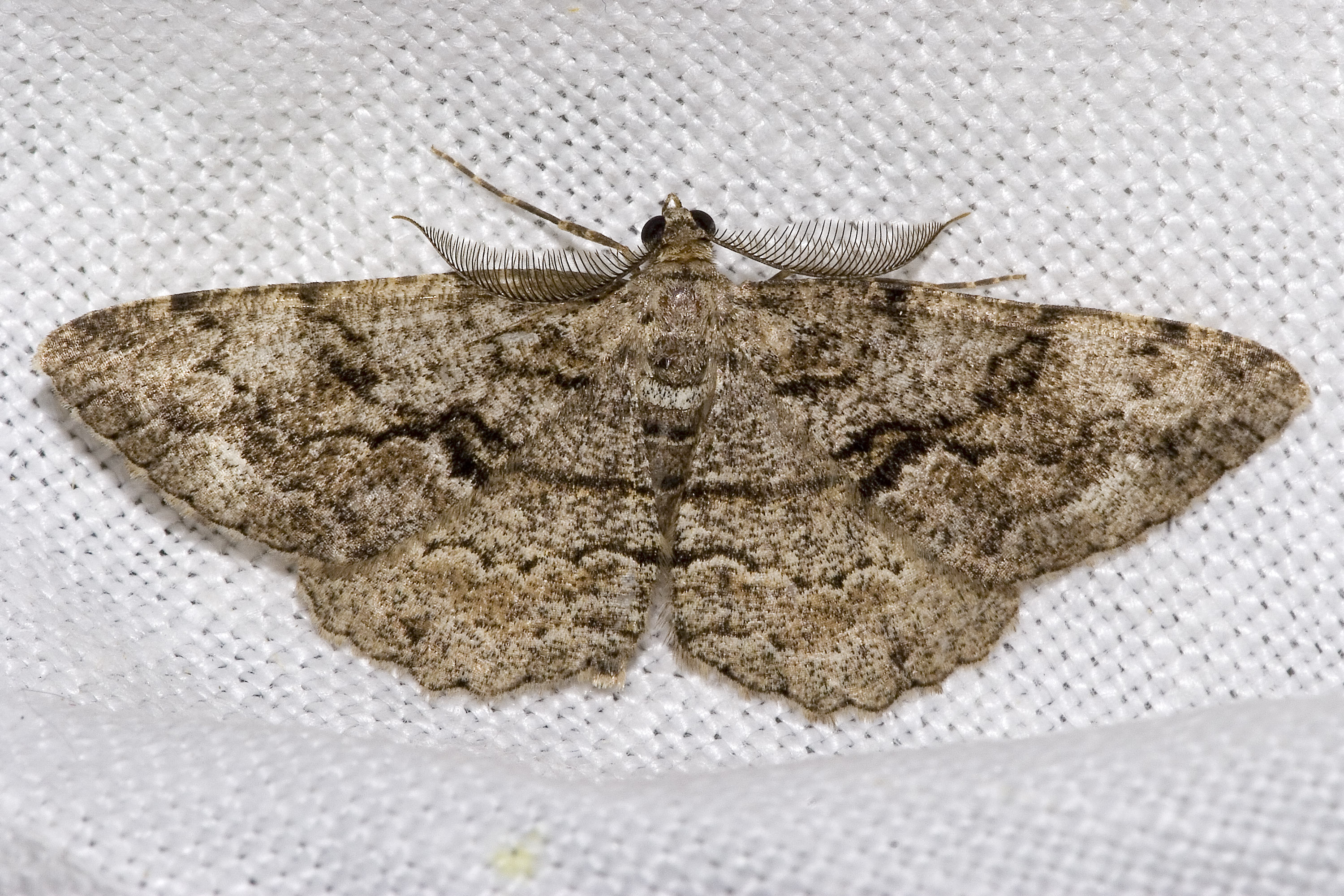
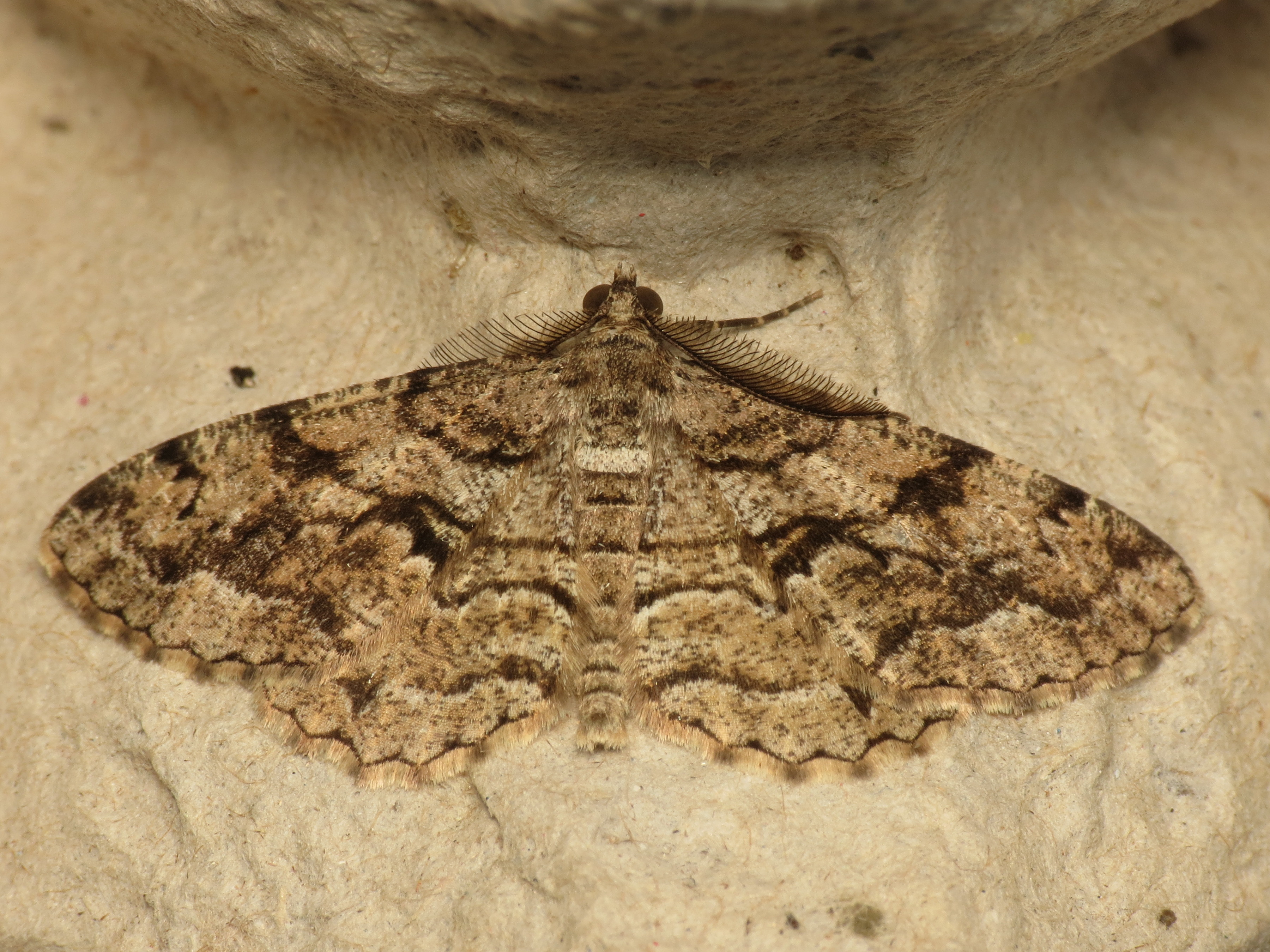
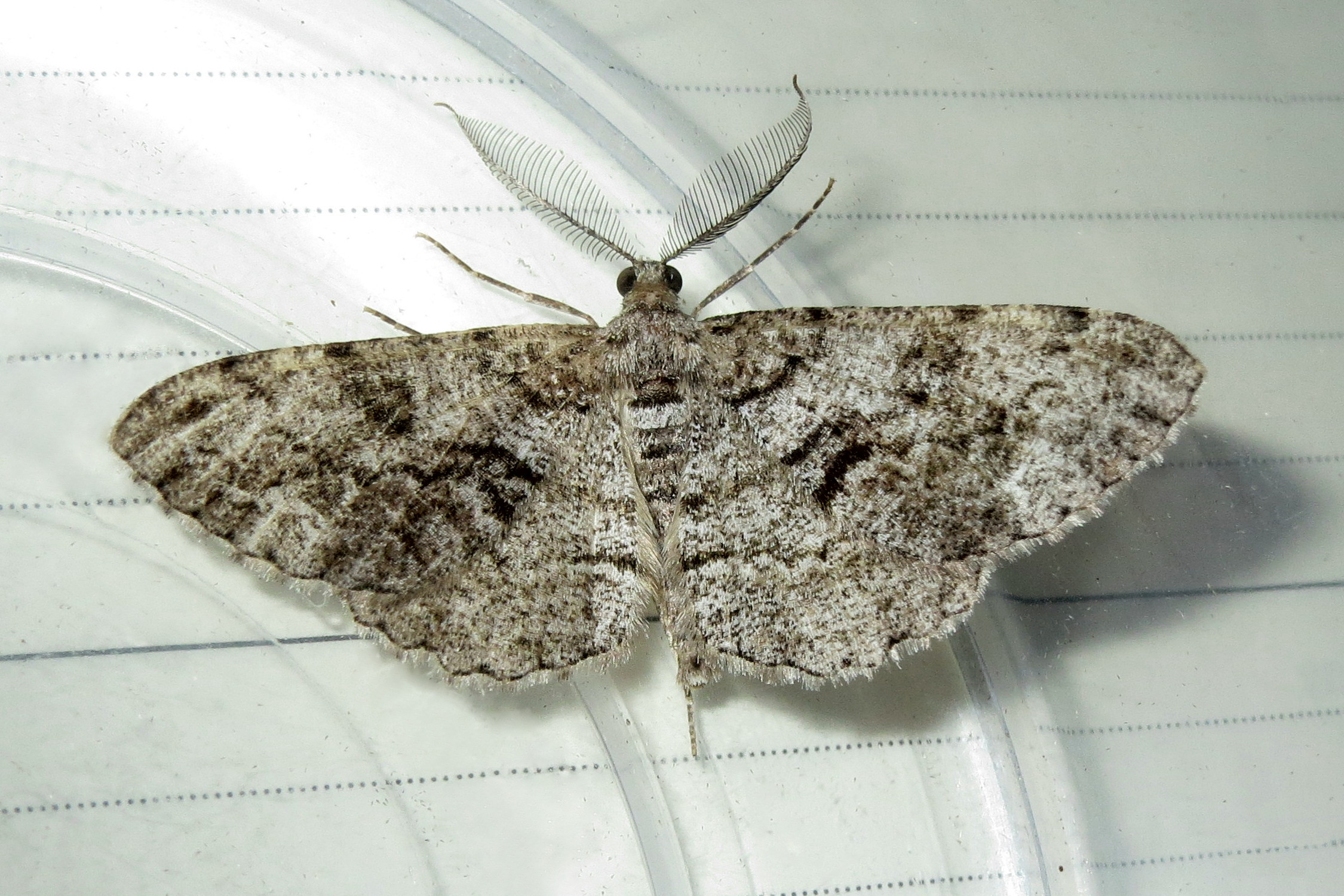